# Roman Koba
Roman Koba, pseud. Ryszard (ur. 9 sierpnia 1916 w Jarosławiu, zm. 27 grudnia 2001) – polski działacz społeczny i polonijny, żołnierz Wojska Polskiego oraz Armii Krajowej, więzień obozów koncentracyjnych, w latach 1984–2001 prezes Kongresu Polaków w Szwecji.

## Życiorys
Od połowy lat 20. działał w harcerstwie. W 1936 zdał egzamin maturalny, po czym kształcił się w Szkole Podchorążych Piechoty w Ostrowi Mazowieckiej.
Jako dowódca plutonu 71 Pułku Piechoty uczestniczył w kampanii wrześniowej, w trakcie jednego ze starć został ranny. 13 września 1939 marszałek Edward Rydz-Śmigły mianował go i pozostałych podchorążych trzeciego rocznika na stopień podporucznika ze starszeństwem z 1 sierpnia 1939 w korpusie oficerów piechoty.
Uniknął niewoli, przedostał się na południe do Jarosławia. Od jesieni 1939 uczestnik polskiego podziemia w ramach Związku Walki Zbrojnej i następnie Armii Krajowej. Zagrożony dekonspiracją, czasowo przebywał pod Krakowem, pracując w gospodarstwie rolnym. Latem 1943 powrócił w okolice swojej rodzinnej miejscowości, brał udział w akcjach dywersyjnych w ramach oddziału swojego brata Władysława. W styczniu 1944 aresztowany przez Gestapo, więziony w Tarnowie i Krakowie, gdzie był torturowany. W kwietniu tegoż roku zesłany do Groß-Rosen, następnie przenoszony do innych obozów koncentracyjnych, był więźniem KL Sachsenhausen i KL Bergen-Belsen.
W kwietniu 1945 uwolniony przez wojska brytyjskie. W czerwcu wyjechał do Szwecji na leczenie. Pozostał na emigracji, pracował w przemyśle metalowym, później do czasu emerytury był kierownikiem działu w przedsiębiorstwie ASEA.
Od 1946 zaangażowany w działalność polonijną w ramach Związku Polaków w Szwecji, który współtworzył. Zajmował się organizowaniem akcji pomocowych dla Polski, zespołu tańców ludowych i szkółki sobotniej przedmiotów ojczystych. Wspierał również polskich emigrantów, którzy osiedlali się w Szwecji. W 1984 objął funkcję prezesa Kongresu Polaków w Szwecji, którą pełnił do 2001.

## Odznaczenia i wyróżnienia
- Krzyż Komandorski z Gwiazdą Orderu Odrodzenia Polski (pośmiertnie, 2016, za wybitne zasługi dla niepodległości Rzeczypospolitej Polskiej)[4]
- Krzyż Komandorski Orderu Odrodzenia Polski (1991)
- Krzyż Kawalerski Orderu Odrodzenia Polski (1987)
- Krzyż Armii Krajowej
- Krzyż Kampanii Wrześniowej[2]
- Honorowy obywatel Jarosławia (1998)[5]